# Diocèse de Shanghai
Le diocèse catholique de Shanghai (en latin : Dioecesis Sciamhaevensis, en chinois: 天主教上海教区) a été érigé le 11 avril 1946 par l'élévation à ce titre du vicariat apostolique de Shanghai, lui-même érigé le 13 décembre 1933. Il est subordonné à l'archidiocèse de Nankin.

## Description

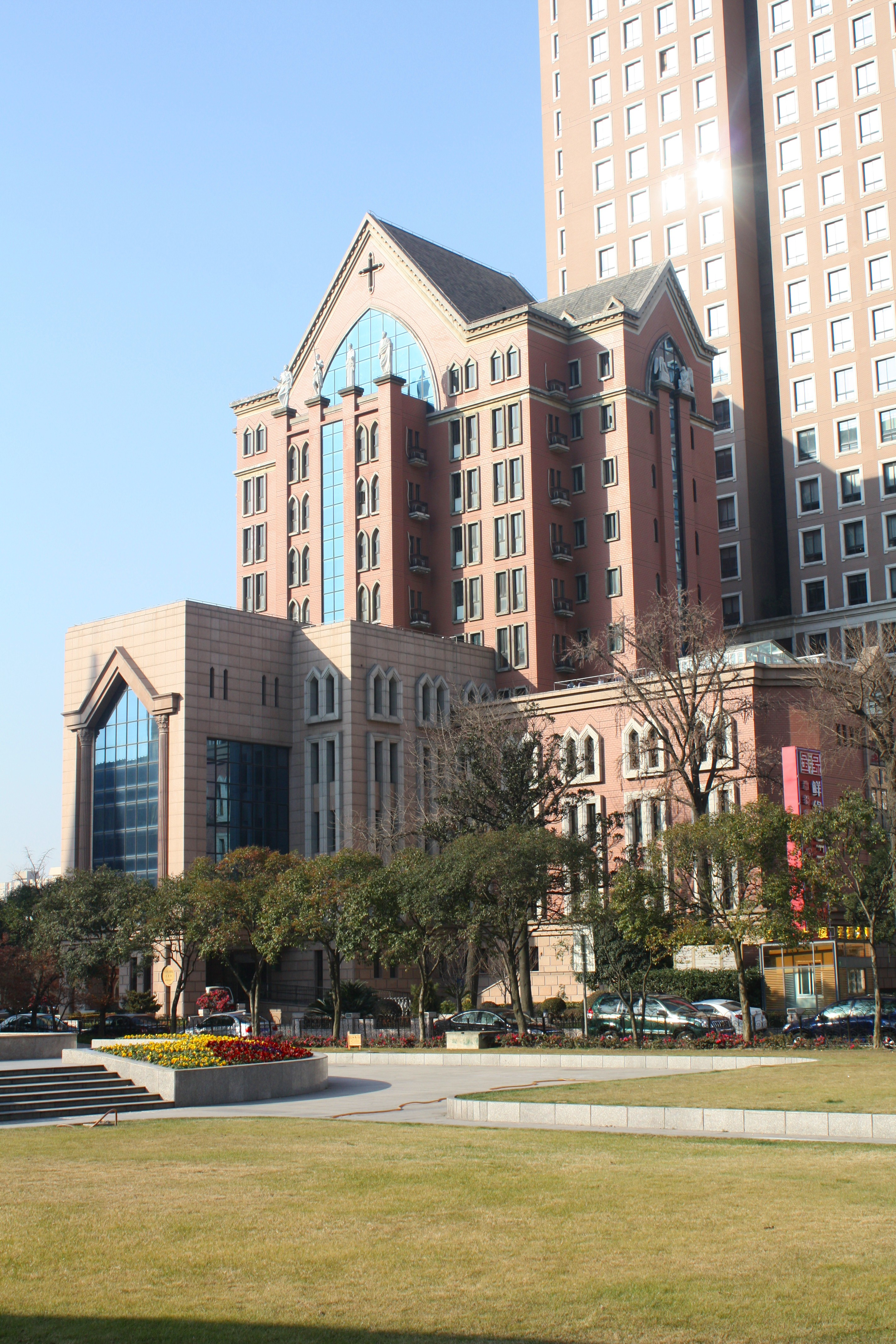
Le siège de l'administration diocésaine.

Le siège épiscopal se trouve en la cathédrale Saint-Ignace, et la basilique de She Shan se trouve dans ce diocèse. Le diocèse disposait d'un petit séminaire, et d'un grand séminaire où les séminaristes du diocèse de Shanghai et des diocèses sis dans les provinces d'Anhui, de Fujian, de Jiangsu, de Zhejiang et de Jiangxi étudiaient. Les cours y ont été suspendus sine die sur ordre du gouvernement depuis le mois de juillet 2012.
Des quatre évêques présents sur le territoire du diocèse, seul Mgr Aloysius Jin Luxian peut exercer son ministère. Les trois autres (Joseph Fan Zhongliang, Joseph Xing Wenzhi et Thaddeus Ma Daqin) étant respectivement interdits d'exercer un ministère pastoral, disparu, et détenu.

## Évêques
- Auguste Haouissée, SJ (1933-1948)
- Cardinal Ignatius Kung Pin-mei (1950-2000)
- Aloysius Zhang Jiashu, SJ (1960-1988) (Nommé par l'association catholique patriotique de Chine, non reconnu par Rome)
- Aloysius Jin Luxian, SJ (nommé évêque de Shanghai par l'association catholique patriotique de Chine en 1988, reconnu comme évêque coadjuteur depuis 2005 par Rome)
- Joseph Fan Zhongliang, SJ (nommé évêque de Shanghai par le Pape Jean-Paul II en 2000, non reconnu par l'association catholique patriotique de Chine)

### Évêques auxiliaires
- Thaddeus Ma Daqin, nommé par le Pape Benoît XVI en 2012, considéré comme évêque coadjuteur par l'association catholique patriotique de Chine jusqu'à sa destitution par celle-ci en décembre 2012.
- Joseph Xing Wenzhi, nommé par le Pape Benoît XVI en 2005, reconnu par l'association catholique patriotique de Chine, mais porté disparu depuis décembre 2011.

## Lieux de pèlerinage
- Basilique de She Shan
- Église Notre-Dame-de-Lourdes de Pudong